# 顯仁皇后
顯仁皇后（1080年—1159年），即韋賢妃，開封人，宋高宗之母。

## 生平
韋氏與喬氏原是鄭皇后宮中的宮女，換帖為姊妹，相約若其中一人富貴，不能忘記另一人。後來喬氏得到寵幸，封為貴妃，向徽宗推薦韋氏，韋氏因而受到臨幸。崇寧末，封平昌郡君。大觀初年，進為才人，生下赵构后进婕妤，後又升為婉容，但並不受寵。金人索取徽宗之子赴金為人質時，由於康王趙構被迫前往，徽宗遂封韋婉容為龍德宮賢妃。
1126年靖康之難時，與徽、欽二宗及六宮后妃、皇族等人同時被金人遷往北方。不久趙構在南京登基為帝，是為高宗。宋高宗趙構即位後，韋賢妃被遙尊為「宣和皇后」。此后高宗多次以对母亲尽孝为由主张与金朝议和。
紹興十二年（1142年）三月，宋金《绍兴和议》彻底完成所有手续。夏四月丁卯（1142年5月1日），韋氏與徽宗棺槨歸宋。離行時，宋欽宗披頭散髮死命的挽住她座下的車輪，請她轉告高宗，若能回去，他絕對不會爭奪帝位，只要當個「太乙宮主」就滿足了。韋氏哭著說：「如果我眼睛看不到你回來，我寧願瞎掉算了。」同年八月十餘輛牛車到達臨安行在，十月，南宋將徽宗暫葬於會稽（今浙江省紹興市），名曰永固陵。
参知政事王次翁被任为奉迎扈从礼仪使，迎接韦氏回宋。途中，韦氏向金使者借钱三千两犒劳从者好让他们抓紧時間赶路，到国境时，金使者要求先还钱再放她回国。王次翁未得宰相秦桧之命，且担心秦桧怀疑他私自结纳想取代秦桧之位，坚决不肯代为偿还，相持境上三日，南宋内外忧虑，最后由副使王奂拿出钱财了事。
韋氏回到南宋，被尊為太后。韦太后对高宗哭诉王次翁不顾国家利害，险些令他们母子不得相见。高宗震怒，想宣示王次翁之罪而诛之。王次翁告诉秦桧自己是不敢专断。秦桧大喜，力为营救，奏王次翁为报谢使。
韦太后南归后看到名将韩世忠，赞叹良久，又问为什么没见到“大小眼将军”，得知这位身患眼疾的名将岳飞已被高宗为了议和处决后，怒斥高宗，甚至一度要出家，高宗伏地请罪才作罢。
原本高宗亦曾提出一并放还钦宗，金朝也答应，高宗也令临安府为钦宗修宫殿，但后来金朝政局变动，执政者完颜兀术等人意欲保留在开封复立钦宗的选择以要挟高宗，遂不果。之後韋太后的誓言果然應驗，她在晚年患有眼疾（推測為白內障），雙目失明，道士皇甫坦以針灸為韋太后治好了一隻眼睛，韋太后要求皇甫坦治療兩眼，但皇甫坦不肯，還說：「有一隻眼睛，就足夠看東西了，以另外一隻眼睛來還願罷。」
韋太后後來又多活了十七年，多次秘密赏赐金朝来使。紹興二十九年（1159年）去世，享年八十歲。也有记载为90岁终，当时民间都相傳韋太后在金国被擄去姦淫且成為妓女，史官們为平息謠言，把韋太后年龄多說了10岁。高宗以太后遗愿为由，将大量象牙、金锦、玉箫等奢侈品以及两万两千两金银器送给金朝。

## 史籍記載
- 《宋史》（卷二百四十三·列传第二）：「韦贤妃，开封人，高宗母也。初入宫，为侍御。崇宁末，封平昌郡君。大观初，进婕妤，累迁婉容。高宗在康邸出使，进封龙德宫贤妃。从上皇北迁。建炎改元，遥尊为宣和皇后。封其父安道为郡王，官亲属三十人。由是遣使不绝。绍兴七年，徽宗及郑皇后崩闻至，帝号恸，谕辅臣曰：“宣和皇后春秋高，朕思之不遑宁处，屈己请和，正为此耳。”翰林学士朱震引唐建中故事，请遥尊为皇太后，从之。已而太常少卿吴表臣请依嘉祐、治平故事，俟三年丧毕，然后举行。乃先降御札，播告天下。后三代俱追封王。帝以后久未归，每颦蹙曰：“金人若从朕请，余皆非所问也。”王伦使回，言金人许归后。未几，金人遣萧哲来，亦言后将归状。遂豫作慈宁宫，命莫将、韩恕为奉迎使。十年，以金人犹未归后，乃遥上皇太后册宝于慈宁殿。是后，生辰、至、朔，皆遥行贺礼。洪皓在燕，求得后书，遣李微持归。帝大喜曰：“遣使百辈，不如一书。”遂加微官。金人遣萧毅、邢具瞻来议和，帝曰：“朕有天下，而养不及亲。徽宗无及矣！今立誓信，当明言归我太后，朕不耻和，不然，朕不惮用兵。”毅等还，帝又语之曰：“太后果还，自当谨守誓约；如其未也，虽有誓约，徒为虚文。”命何铸、曹勋报谢，召至内殿，谕之曰：“朕北望庭闱，无泪可挥。卿见金主，当曰：‘慈亲之在上国，一老人耳；在本国，则所系甚重。'以至诚说之，庶彼有感动。”铸等至金国，首以后归为请。金主曰：“先朝业已如此，岂可辄改？”勋再三恳请，金主始允。铸等就馆，馆伴耶律绍文来信，金主许从所请。洪皓闻之，先遣人来报。铸等还，具言其实。遂命参政王次翁为奉迎使。金人遣其臣高居安、完颜宗贤等扈从以行。十二年四月，次燕山，自东平舟行，由清河至楚州。既渡淮，命太后弟安乐郡王韦渊、秦鲁国大长公主、吴国长公主迎于道。帝亲至临平奉迎，普安郡王、宰执、两省、三衙管军皆从。帝初见太后，喜极而泣。八月，至临安，入居慈宁宫。先是，以梓宫未还，诏中外辍乐。至是，庆太后寿节，始用乐。谒家庙，亲属迁官几二千人。太后聪明有智虑。初，金人许还三梓宫，太后恐其反覆，呼役者毕集，然后起攒。时方暑，金人惮行，太后虑有他变，乃阳称疾，须秋凉进发。已而称贷于金使，得黄金三千两以犒其众，由是途中无间言。太后在北方，闻韩世忠名，次临平，呼世忠至帘前慰劳。还宫，帝侍太后，或至夜分未去，太后曰：“且休矣，听朝宜早，恐妨万几。”又尝谓：“两宫给使，宜令通用；不然，则有彼我之分，而佞人间言易以入也。”时皇后未立，太后屡为帝言，帝请降手书，太后曰：“我但知家事，外庭非所当预。将行册命，承平典礼，悉能记之。帝先意承志，惟恐不及，或一食稍减，辄不胜忧惧。常戒宫人曰：“太后年已六十，惟优游无事，起居适意，即寿考康宁；事有所阙，惧母令太后知，第来白朕。十九年，太后年七十，正月朔，即宫中行庆寿礼，亲属各迁官一等。太后微恙，累月不出殿门，会牡丹盛开，帝入白，太后欣然步至花所，因留宴，竟日尽欢。忌日，以谕宰执。后苦目疾，募得医皇甫坦，治即愈。二十九年，太后寿登八十，复行庆礼。亲属进官一等；庶人等九十、宗子女若贡士已上父母年八十者，悉官封之。九月，得疾，上不视朝，敕辅臣祈祷天地、宗庙、社稷，赦天下，减租税。俄崩于慈宁宫，谥曰显仁。攒于永佑陵之西，祔神主太庙徽宗室。亲属进秩者十四人，授官者三人。太后性节俭，有司进金唾壶，太后易，令用涂金。宫中赐予不过三数千，所得供进财帛，多积于库。至是，丧葬之费，皆仰给焉。然好佛、老。初，高宗出使，有小妾言，见四金甲人执刀剑以卫。太后曰：我祠四圣谨甚，必其阴助。"既北迁，常设祭；及归，立祠西湖上。」
- 辛棄疾《南烬纪闻录》：“良久，屏后呼一人出，帝（宋钦宗）视之，乃韦妃也。太上（宋徽宗）俯首，韦妃亦俯首，不敢视。良久，盖天大王命左右赐酒二帝及太后，曰：‘吾看此个妇面。’盖韦妃为彼妻也。”[1]

## 柔福帝姬案
徽宗的女兒柔福帝姬（帝姬是徽宗按蔡京的建議對公主的稱呼），入金后歸蓋天大王完顏宗賢所有，后又被賜予徐還。
建炎四年（1130年）有女子以柔福帝姬的身份逃回南宋，宋高宗命老宫女和老宦官察验，都感觉这女子相貌很像，盘问宫中旧事，也能够回答得圆满。唯一值得怀疑的地方是一双大脚，不似徽宗的公主所有。但其人回答也有道理：「金人驱逐如牛羊，赤脚奔走万里，一双纤足岂能仍如旧时模样？」因此被宋高宗确认为真，授予福国长公主的称号。又为她选择永州防御使高世褭为驸马。
绍兴十二年（1142年）韋氏歸宋，稱真的柔福帝姬剛剛于回宋啟程前一年死於五国城，南宋的柔福帝姬爲開封尼姑靜善冒充，高宗隨即下令將其誅殺。這就是所謂的「真假帝姬案」。
宋人笔记《四朝闻见录》、《随国随笔》和《南渡竊憤續錄》認為，這位被殺之靜善/柔福帝姬實際是真的柔福帝姬。韋氏在金國也歸蓋天大王完顏宗賢，正好和柔福帝姬共事一夫，回宋后為名聲計殺柔福帝姬以滅口。
《宋史·公主列传》：「柔福在五国城，适徐還而薨。静善遂伏诛。柔福薨在绍兴十一年，从梓宫来者以其骨至，葬之，追封和国长公主。」南宋官方的說法是恰恰在要被放回前一年病死，這個韋氏所說的真柔福帝姬的運氣也極差，而且死無對證。
另外，所謂柔福帝姬嫁給漢人徐還于绍兴十一年死于五國城，皆是韋氏的一面之辭。除了被遣嫁回鄉的純福帝姬之外，其他被擄到北方的所有徽宗帝姬不是被金國貴族占有，就是進洗衣院成為官妓（見宋徽宗條目），沒有一個能夠到五國城徽宗欽宗的身邊。韋氏自己也是因為高宗即位後成為高級人質，才被金國送到五國城以特殊對待（主要是和燕京等地相比，五國城南逃距離極其漫長）。若是韋氏所描述的柔福帝姬為真，也是帝姬中唯一的特例。

## 艺术加工

### 相關影視作品
- 電視劇中顯仁皇后扮演者
  - 1986年《盗日英雄传》（新加坡製作30集電視劇）-冯绍媚飾
  - 2013年《精忠岳飞》（中国电影集团公司）-刘晨霞饰

### 相關漫畫作品
- 《真假公主》（全五冊）依歡绘（東立出版社）

## 延伸阅读
[在维基数据编辑]
 《宋史·卷243》，出自脱脱《宋史》